# 슈미트-카세그레인식 망원경
슈미트-카세그레인식 망원경(영어: Schmidt–Cassegrain Telescope), 또는 슈미트-카스그랭식 망원경(프랑스어: Télescope Schmidt-Cassegrain)은 보정판을 통과해 모인 빛을 반사경 뒤쪽으로 보내줌으로써 같은 초점거리를 가진 일반 반사망원경에 비해 경통의 크기를 줄인 반사-굴절 망원경이다.

## 개발 및 디자인
슈미트-카스그랭식 망원경은 버나드 슈미트가 개발한 슈미트 카메라식 망원경에 기초를 두고 개발되었다. 초기 슈미트-카스그랭 망원경은 물리학자이자 건축, 예술에 조예가 깊었던 로저 헤이워드가 1946년에 특허 등록을 하였는데, 이 초기 슈미트-카스그랭 망원경은 슈미트 카메라 방식과 마찬가지로 경통 앞쪽에 있는 슈미트 보정판을 통과해 들어온 빛을 구면 거울을 이용하여 모으는 방식을 채택한 것이었다. 또한 구면 거울을 통해 모은 빛이 보정판에 부착한 볼록 거울을 이용하여 주경 뒤쪽에서 초점을 형성하도록 한 것은 카스그랭방식을 채택한 것이었다. 이와 같이 광원에서 온 빛이 보정판-주경-볼록 부경을 통과해 초점을 형성하는 것이 기본 디자인이라 할 수 있겠다. 이렇게 초점에 모인 빛은 초점면의 차이가 약간 발생하기 때문에, 근래에는 필드 플래트너와 같은 광학계를 추가로 부착하여 초점면을 보정해 주기도 한다.

## 응용 분야
이 방식의 망원경은 망원경 제조사들이 선호하는 방식이기도 하다. 그 이유는 같은 구경의 망원경을 만들 때, 슈미트-카스그랭 방식에서 사용되는 구면 거울을 만드는 비용이 반사식에 사용되는 초점거리가 긴 포물면 거울을 만드는 비용보다 적게 들기 때문에 슈미트-카스그랭 방식의 망원경이 일반 반사 망원경을 만드는 것보다 제조 비용이 적게 들어가기 때문이다. 그리고 같은 구경이더라도 슈미트-카스그랭 방식의 경통이 길이가 훨씬 짧기 때문에 시장성에서도 더 유리하다. 또한 초점비가 커서 슈미트 카메라에 비해 시야는 좁지만, 심천체(deep sky)와 행성 관측에 좀 더 유리하다.

## 응용된 형태들
슈미트-카스그랭 방식을 응용한 다양한 형태의 망원경들이 있는데, 이러한 응용 형태의 망원경들은 기본적으로 경통이 짧은 것과 긴 것의 두가지 형태로 나뉜다.
경통이 짧은 형태에서는 보정판이 주경의 초점 근처에 위치해 있으며, 경통이 긴 형태에서는 보정판이 주경의 곡률 중심(초점 거리의 두 배 정도에 해당) 근처에 위치해 있다. 경통이 짧은 형태의 대표적인 예로는 미국 셀레스트론 및 미드사에서 제작하는 망원경이 있다. 이 두 회사의 망원경은 초점비가 작은 주경과 작고 곡률이 큰 부경을 사용하여 빛을 모으는 방식을 채택함으로써, 시야 곡률에 비해 경통길이를 매우 짧게 만들고 있다. 셀레스트론사와 미드사에서 제작하는 경통이 짧은 형태의 슈미트-카스그랭 방식은 주경의 초점비가 2 정도 되고 부경의 초점비가 -5 정도 되는 광학계를 채택함으로써 광학계 총 초점비는 10 정도 되도록 제작하고 있다.
경통이 긴 형태에서는 주경의 곡률 중심에 보정판이 위치하도록 만들고 있다. 매우 보정이 잘 되도록 만든 대표적인 형태로는 '단중심 슈미트-카스그랭' 방식이 있는데, 이 방식에서는 모든 거울면과 초점면이 주경의 곡률 중심에 일치하도록 한 것이다. 이런 형태에서는 광학적으로 상면 만곡의 보정이 잘 되면서 초점면이 더욱 평면에 가까워지지만, 역시 제작비용이 올라간다는 단점이 있다.

## 주목할 만한 망원경
일반 소비자들에게 판매되고 있는 슈미트-카스그랭 방식을 채택한 망원경 중에서 가장 큰 모델은 미국 미드 인스트루먼츠(Meade Instruments)社의 20인치 모델이 있으며, 주문 제작 판매 방식의 다른 회사 제품도 있다.
- 센트럴 플로리다 대학교 로빈슨 천문대에는 26인치 슈미트-카스그랭 방식 망원경이 있다.

## 같이 보기
- 슈미트 카메라
- 슈미트-뉴턴식 망원경
- 막스토브식 망원경
- 리치-크레티앙 망원경
- 셀레스트론